# João Cambangula
João Jesemar Cambangula, detto Jó (Luanda, 15 aprile 1998), è un giocatore di calcio a 5 angolano.

## Carriera
Dopo aver trascinato la Nazionale di calcio a 5 dell'Angola fino alle semifinali della Coppa d'Africa 2020, Cambangula viene incluso nella lista definitiva dei convocati per la Coppa del Mondo 2021. Nel febbraio del 2022 si trasferisce ai portoghesi del Nun'Álvares, con cui debutta nella 1ª Divisão.